# Kentish
Kentish Council är en kommun i Australien. Den ligger i delstaten Tasmanien, i den sydöstra delen av landet, omkring 180 kilometer nordväst om delstatshuvudstaden Hobart. Antalet invånare var 6 128 vid folkräkningen 2016.
Följande samhällen finns i Kentish:
- Sheffield
- Railton
- Barrington
- Wilmot
- Nook
- Claude Road